# Lauren Vélez
Pour les articles homonymes, voir Vélez.
Lauren Vélez, née le 2 novembre 1964 dans le quartier de Brooklyn à New York (États-Unis), est une actrice américaine d'origine portoricaine.
Elle est révélée par la série policière New York Undercover (1995-1999) de Dick Wolf. Elle connaît un large succès grâce à la série dramatique plébiscitée Dexter (2006-2012).
Elle a aussi joué divers rôles réguliers dans des séries telles que Oz (1997-2003), Ugly Betty (2009-2010), South of Hell (2015), Murder (2016-2017).

## Biographie

### Jeunesse et formation au théâtre
D'origine portoricaine, elle est issue d'une famille nombreuse de neuf enfants, elle grandit dans le Queens. Elle aspire, très tôt, à jouer la comédie et se passionne pour le cinéma et le théâtre. Elle a une sœur jumelle, Loraine Vélez (en), également actrice.
Elle suit une formation en théâtre. Elle prend des cours à l'Acting Studio et rejoint ensuite The Alvin Ailey Dancing School.
Dans un premier temps, elle entame donc une carrière sur les planches de Broadway et joue dans de nombreuses pièces. Comme lorsqu'elle se produit en tant que danseuse pour la comédie musicale Dreamgirls. Puis, elle est la doublure de Phylicia Rashād dans la comédie musicale Into the Woods.
Durant son apprentissage, elle travaille notamment aux côtés de Michael Howard à New York.

### Carrière

#### Révélation: deNew York UndercoveràOz(années 1990 et 2000)
En 1994, elle commence sa carrière, au cinéma, en jouant le premier rôle féminin de la comédie dramatique indépendante I Like It Like That réalisée par Darnell Martin, dans laquelle elle donne la réplique à Jon Seda. Cette production est notamment présentée au Festival de Cannes 1994 et lui vaut une proposition pour l'Independent's Spirit Awards de la meilleure actrice.
De 1995 à 1999, elle joue l'inspecteur Nina Moren dans la série policière New York Undercover. Cette série, qualifiée d'« ethnopolicière » car elle met en scène deux policiers issus des minorités, a été créée par Dick Wolf à qui l'on doit également New York, police judiciaire. Elle se caractérise aussi par la qualité de sa bande-son (jazz, rap…) et la présence de guest-stars célèbres parmi lesquelles Naomi Campbell, Aaliyah, The Notorious B.I.G., Stevie Wonder, Quincy Jones, Phil Collins ou encore Ice-T.
Grâce à ce rôle, elle remporte son premier prix, celui de la meilleure actrice dans une série dramatique lors des Bravo Awards, désormais appelé ALMA Awards.
En 1996, elle profite du succès de la série pour jouer aux côtés d'Al Pacino dans le drame City Hall d'Harold Becker. Par la suite, elle va jouer dans un grand nombre de films cubains et latino,.
Entre-temps, elle décroche aussi le rôle régulier de l'infirmière dévouée Gloria dans la série dramatique Oz du réseau HBO. Célèbre et controversée, Oz a marqué les esprits ; considérée comme une série réaliste et ultra-violente qui s'installe dans une époque pourtant dominée par les sitcoms. Grâce à elle, de nombreuses productions renommées telles que Les Soprano, Sur écoute, Six Feet Under ainsi que Prison Break pourront voir le jour. La série s'arrête en 2003 au bout de six saisons.
À la suite de ce rôle marquant, Lauren Velez va effectuer plusieurs apparitions à la télévision en tant qu'invitée.

#### Dexteret rôles réguliers (années 2010)
Finalement, en 2006, elle fait un retour remarqué en décrochant le rôle du lieutenant de police Maria LaGuerta dans la série noire Dexter, menée par Michael C. Hall. Véritable succès critique et public, le show lui permet de confirmer et de s'installer sur le petit écran. Grâce à ce rôle, elle remporte, deux fois, l'ALMA Awards de la meilleure actrice de télévision. 

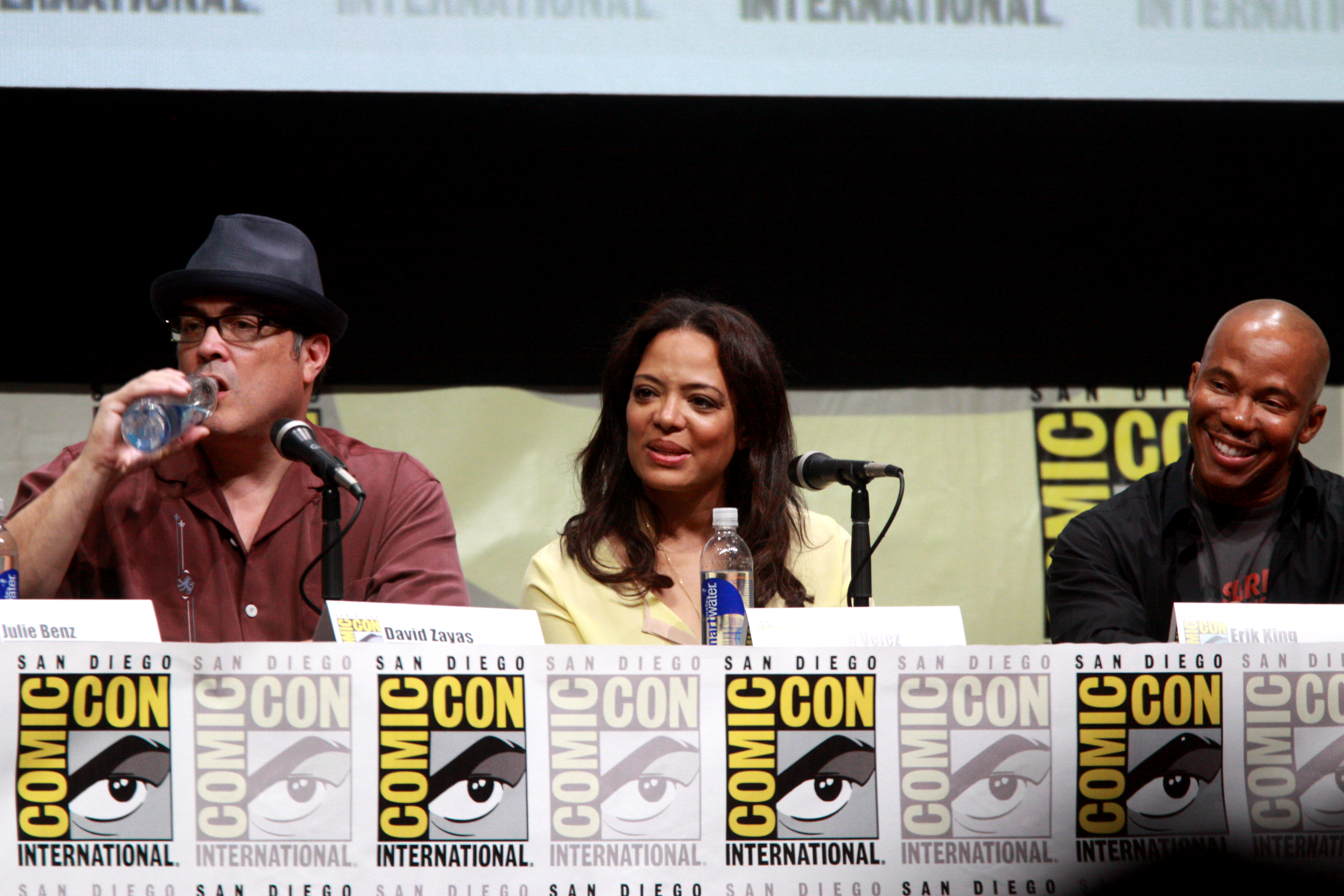
Avec David Zayas et Erik King, lors de l'édition 2013 de la Comic-Con de San Diego, pour la promotion de la saison 8 de Dexter.

Parallèlement, elle accepte un rôle récurrent dans la comédie d'ABC, récompensée aux Golden Globes, Ugly Betty. Elle y incarne une infirmière.
Aussi, elle produit et joue un one woman show qu'elle joue au Colony Theatre Miami Beach.
Dexter s'arrête finalement en 2013, au bout de huit saisons.
En 2015, elle joue dans la série d'horreur portée par Mena Suvari pour WEtv, South of Hell. L'année suivante, elle est la productrice du drame indépendant America Adrift dans lequel elle s'octroie le premier rôle.
Entre 2016 et 2017, elle joue le rôle récurrent de Soraya Hargrove dans la série dramatique, saluée par les critiques, Murder. Elle y fait face à Viola Davis en jouant la présidente de l'Université ou travaille l'avocate. Son personnage apparaît dès la troisième saison.
Puis, elle poursuit ses apparitions dans diverses séries télévisées installées telles que Elementary, Madam Secretary ou encore MacGyver et Blue Bloods.
En 2018, elle est à l'affiche du thriller dystopique réalisé par Gerard McMurray, American Nightmare 4 : Les Origines. Il s'agit du quatrième volet de la série de films American Nightmare / La Purge, entamée en 2013 avec le film du même titre, également écrit par James DeMonaco. Il s'agit d'un préquel, il se déroule donc chronologiquement avant les trois films et la série télévisée de la franchise.
La même année, elle pratique le doublage pour le film d'animation à succès Spider-Man: New Generation et elle fait face au rejet d'un pilote intitulé Murder pour le réseau CBS dans lequel elle occupait un rôle régulier face à Michael Chiklis.
En 2019, un projet de reboot de New York Undercover est commandé par le réseau ABC. L'actrice renoue avec le personnage qui la fait connaître, le détective Nina Moreno, aux côtés de Malik Yoba qui fait lui aussi son retour dans la peau de J.C. Williams, comme dans la série originale. Ce reboot reprend 20 ans après et suit les nouveaux détectives Nat Gilmore et Melissa Ortiz.
Au cinéma, elle participe au film d'action Shaft. Réalisé par Tim Story, il s'agit du cinquième film mettant en vedette le personnage de John Shaft créé par Ernest Tidyman.

### Vie privée
De 1993 à 2015, elle est mariée à Mark Gordon. Au début de sa carrière, elle a souvent été la doublure de sa sœur jumelle Lorraine.
Elle n'a pas de lien de parenté avec l'actrice Lupe Vélez.

## Filmographie

### Cinéma

#### Longs métrages
- 1994 : I Like it Like That de Darnell Martin : Lisette Linares
- 1996 : City Hall de Harold Becker : Elaine Santos
- 1997 : I Think I Do de Brian Sloan : Carol
- 2000 : Prince of Central Park de John Leekley : Rosa Sanchez
- 2001 : Prison Song de Darnell Martin : conseiller pénitentiaire
- 2007 : Serial de Kevin Arbouet et L.J. Strong : Roseanne Crystal
- 2011 : Rosewood Lane de Victor Salva : Paula Crenshaw
- 2016 : Officer Downe de Shawn Crahan : Chef Berringer
- 2016 : America Adrift de Christopher James Lopez : Cecilia Fernandez (également productrice)
- 2018 : American Nightmare 4 : Les Origines (The First Purge) de Gerard McMurray : Luisa
- 2018 : Spider-Man: New Generation de Bob Persichetti et Peter Ramsey : Rio Morales (voix)
- 2019 : Windows on the World de Michael D. Olmos : Eva
- 2019 : Shaft de Tim Story : Bennie Rodriguez
- 2019 : Swallow de Carlo Mirabella-Davis : Lucy
- 2019 : Ana de Charles McDougall : Camila
- 2023 : Spider-Man : Across the Spider-Verse de Joaquim Dos Santos, Kemp Powers et Justin K. Thompson : Rio Morales (voix)
- 2023 : Transformers: Rise of the Beasts de Steven Caple Jr.

#### Courts métrages
- 1999 : Taino de Edwin M. Figueroa : Laura
- 2005 : Barely Buzzed de Carter Harris : Maria Vasquez

### Télévision

#### Téléfilms
- 1998 : Sans issue de Richard Pearce : Camilla Lopez
- 2001 : Intime trahison de Lewis Teague : Agent Susan Mestre

#### Séries télévisées
- 1995 - 1999 : New York Undercover : Lourdes / Détective Nina Moreno (64 épisodes)
- 1995 : The Cosby Mysteries : Claudine Palmeri (1 épisode)
- 1997 - 2003 : Oz : Gloria (48 épisodes)
- 1999 : Strange World : Détective Arias (1 épisode)
- 1999 : St. Michael's Crossing : Vicki Solera (pilote non retenu par CBS)
- 1999 : Profiler : Emily Sadler (1 épisode)
- 1999 : Le Caméléon : Emily Sadler (saison 4, épisode 10)
- 1999 et 2002 : New York, police judiciaire : Passagère / Ms. Torres (2 épisodes)
- 2003 : Dragnet : Détective Denise Beltran (2 épisodes)
- 2004 : New York, unité spéciale : Attorney Shamal (2 épisodes)
- 2005 : La Vie avant tout : Dr. Vanessa Burke (1 épisode)
- 2005 : Wanted : Faye Templeton (1 épisode)
- 2006 : Médium : Elena Cabrera (saison 2, épisode 19)
- 2006 - 2007 : Numb3rs : Claudia Gomez (3 épisodes)
- 2006 - 2012 : Dexter : Maria LaGuerta (84 épisodes)
- 2008 : New York, section criminelle : Officier Lois Melago (1 épisode)
- 2008 : Doctor Who : Femme de chambre espagnole (1 épisode)
- 2009 - 2010 : Ugly Betty : Elena (saison 3 et 4, 7 épisodes)
- 2011 : Breakout Kings : Carmen Vega (saison 1, épisode 13)
- 2011 : Hawthorne : Infirmière en chef : Dr. Kat (1 épisode)
- 2014 : Unforgettable : Aisha Conway (saison 3, épisode 10)
- 2015 : South of Hell : Tetra (7 épisodes)
- 2015 : Elementary : Claudia Sandoval (saison 3, épisode 16)
- 2016 : Elementary : Zoe Mercado (saison 4, épisode 20)
- 2016 - 2017 : Murder : Soraya Hargrove (11 épisodes)
- 2017 : Madam Secretary : Natalia Moreno (1 épisode)
- 2017 : MacGyver : Cassandra Glover (3 épisodes)
- 2017 - 2018 : Blue Bloods : Agent spécial Veronica Molina (saison 7, épisode 22 et saison 9, épisode 7)
- 2018 : Murder : Capitaine Lili Alvarez (pilote non retenu par CBS)
- 2019 : New York Undercover : Nina Moreno (pilote pour ABC)
- 2022-2023 : Power Book II: Ghost : Evelyn Castillo (6 épisodes)

## Distinctions

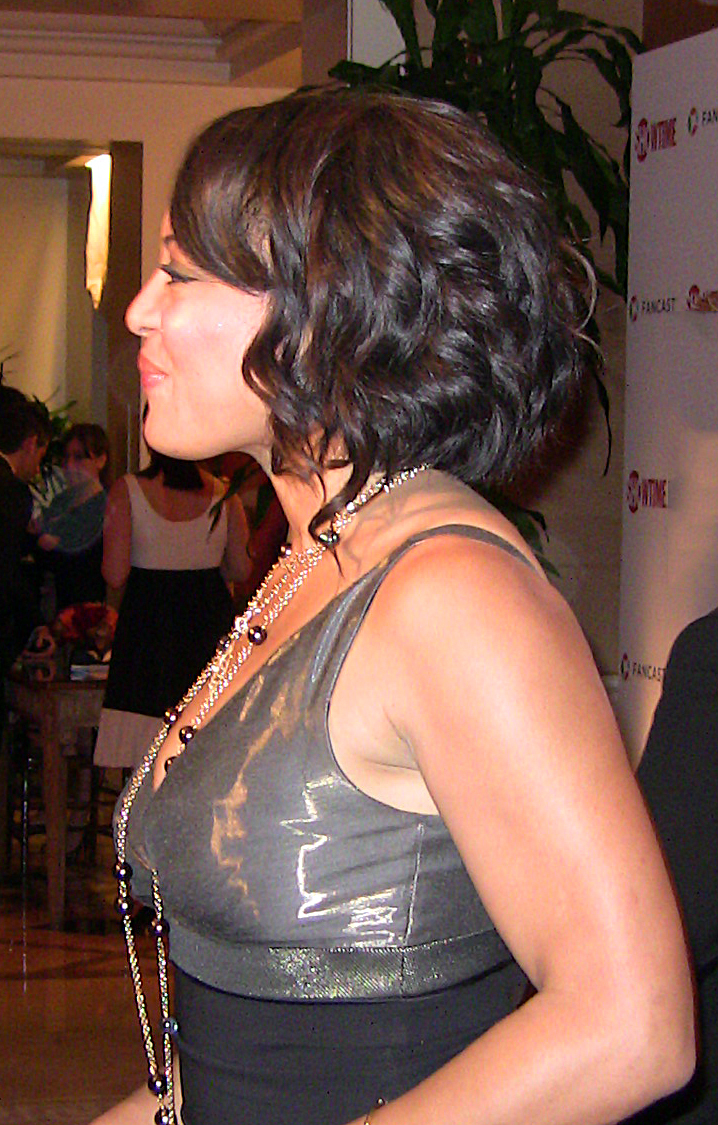
Lors de l'after party de la 66e cérémonie des Golden Globes, en 2009.

Sauf indication contraire ou complémentaire, les informations mentionnées dans cette section proviennent de la base de données IMDb.

### Récompenses
- NCLR Bravo Awards 1996 : meilleure actrice dans une série télévisée dramatique pour New York Undercover
- ALMA Awards 2001 : meilleure actrice de télévision pour Oz
- Long Island International Film Expo 2006 : meilleure actrice dans un second rôle pour Serial
- NAMIC Vision Awards 2007 : meilleure actrice dans une série télévisée dramatique pour Dexter
- ALMA Awards 2009 : meilleure actrice dans une série télévisée dramatique pour Dexter
- ALMA Awards 2013 : Special Achievement in Television pour Dexter

### Nominations
- Film Independent's Spirit Awards 1995 : meilleure actrice pour I Like It Like That
- NCLR Bravo Awards 1996 : meilleure actrice pour City Hall
- NAACP Image Awards 1997 : meilleure actrice dans une série télévisée dramatique pour New York Undercover
- ALMA Awards 1998 : meilleure actrice dans une série télévisée dramatique pour New York Undercover
- NAACP Image Awards 1998 : meilleure actrice dans une série télévisée dramatique pour New York Undercover
- ALMA Awards 1999 : 
  - meilleure actrice pour I Think I Do
  - meilleure actrice dans une série télévisée dramatique pour Oz
  - meilleure actrice dans une mini-série ou un téléfilm pour Sans issue
- ALMA Awards 2000 : meilleure actrice dans une série télévisée dramatique pour Oz
- ALMA Awards 2002 : meilleure actrice de télévision pour Oz
- ALMA Awards 2007 : meilleure actrice dans un second rôle dans une série télévisée dramatique pour Dexter
- ALMA Awards 2008 : meilleure actrice dans un second rôle dans une série télévisée dramatique pour Dexter
- 15e cérémonie des Screen Actors Guild Awards 2009 : meilleure distribution pour une série télévisée dramatique dans Dexter
- 16e cérémonie des Screen Actors Guild Awards 2010 : meilleure distribution pour une série télévisée dramatique dans Dexter
- ALMA Awards 2011 : meilleure actrice de télévision dans un second rôle pour Dexter
- 17e cérémonie des Screen Actors Guild Awards 2011 : meilleure distribution pour une série télévisée dramatique dans Dexter
- ALMA Awards 2012 : meilleure actrice de télévision dans un second rôle pour Dexter
- 18e cérémonie des Screen Actors Guild Awards 2012 : meilleure distribution pour une série télévisée dramatique dans Dexter